# Zimtweber
Der Zimtweber (Ploceus badius, Syn.: Hyphantornis badius) auch Schulterfleckenweber zählt innerhalb der Familie der Webervögel (Ploceidae) zur Gattung der Ammerweber (Ploceus).
Der lateinische Artzusatz kommt von lateinisch badius ‚kastanienfarben, braun‘.
Der Vogel kommt nur im Sudan und Südsudan vor.
Das Verbreitungsgebiet umfasst Lebensräume mit hohem Gras in der Nähe von Flüssen mit vereinzelten Büschen und Bäumen.

## Merkmale
Die Art ist 14 cm groß, das Männchen wiegt zwischen 18 und 28, das Weibchen zwischen 16 und 24 g. Das Männchen hat im Brutkleid Stirn, Kappe, Zügel, Wangen und Ohrdecken, Kinn und Kehle schwarz mit schmaler Ausdehnung auf die Brust. Nacken mit Halsband zur übrigen Brust dunkelbraun, die übrige Unterseite braun, die Oberseite gelbbraun. Die Flügel sind grau gestreift mit gelblichen Spitzen. Der Schwanz ist gelb. Beim Weibchen sind Oberseite, Kopf, Hals bis Brust blassgelb, Flanken und Bauch hellgelb, Schwanz und Bürzel sind gelb.
Die Art wird als monotypisch geführt vom Handbook of the Birds of the World und von Weaver Watch.
Die International Ornithological Union jedoch führt den P. b. axillaris (Heuglin, 1867) im Südsudan als separate Ssp.
Der Zimtweber scheint im Sudan mit dem Goldmantelweber (Ploceus taeniopterus) zu hybridisieren.

## Lebensweise
Die Nahrung besteht hauptsächlich aus Pflanzensamen. Die Art ist gesellig und lebt außerhalb der Brutzeit in kleinen Gruppen nomadisch vom Brutgebiet entfernt.
Die Brutzeit liegt zwischen September und Oktober. Die Art ist wohl monogam und brütet in Kolonien. Das Gelege besteht aus 2 bis 3 mehr oder weniger gefleckten Eiern.

## Gefährdungssituation
Der Bestand gilt als nicht gefährdet (Least Concern).